# Xenophon Alexejewitsch Polewoi

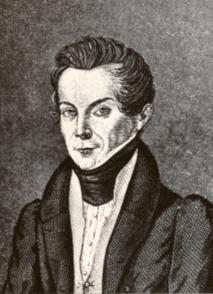
Xenophon Polewoi

Xenophon Alexejewitsch Polewoi (russisch Ксенофо́нт Алексе́евич Полево́й; * 20. Julijul. / 1. August 1801greg. in Irkutsk; † 9. Apriljul. / 21. April 1867greg. auf dem Gut Tjuchmenewo bei Wjasma) war ein russischer Journalist, Schriftsteller, Übersetzer und Literaturkritiker.

## Leben
Xenophon Polewoi war Sohn eines Kursker Kaufmanns. Seine Jugend verbrachte er in Simbirsk und Kursk. Wie seine älteren Geschwister Jekaterina und Nikolai wählte er den Schriftsteller-Beruf.
Anfang der 1820er Jahre folgte Polewoi seinem Bruder nach Moskau und half ihm ab 1825 bei der Herausgabe der Literatur- und Wissenschafts-Zeitschrift Moskauer Telegraf, bis sie 1834 aufgrund einer negativen Kritik eines patriotischen Schauspiels von Nestor Wassiljewitsch Kukolnik auf persönlichen Befehls Nikolaus I. geschlossen wurde. Er brachte Aufsätze, Rezensionen und Übersetzungen ein, und 1829–1834 war er heimlicher Redakteur dieser Zeitschrift. Nach der Schließung arbeitete er im Buchhandel und übersetzte aus dem Französischen, insbesondere die mehrbändigen Erinnerungen der Herzogin Laure-Adelaide Abrantès an Napoleon (1835–1839).
1835–1844 war Polewoi Redakteur des Jahrbuchs Illustrierte Rundschau der Denkwürdigkeiten aus Wissenschaft, Kunst, Wirtschaft und Heim zusammen mit einer pittoresken Reise durch die Welt und Biographien bedeutender Menschen seines Bruders. In den 1850er Jahren arbeitete er bei den Vaterländischen Notizen und der Nordbiene, der regierungsnahen Zeitschrift für Politik und Literatur (inoffizielles Organ des Geheimdienstes) mit. 1853–1854 gab er die gesammelten Werke des Schriftstellers Wassili Alexandrowitsch Wonljarljarski in sieben Bänden heraus sowie 1856–1864 die St. Petersburger Literatur-Zeitschrift Malerische Russische Bibliothek.
Polewoi teilte die literarischen und politischen Ansichten seines Bruders. Er kämpfte gegen den russischen Klassizismus als feudal-aristokratische Strömung und unterstützte die Romantik. Er verfasste eine Reihe kritischer Aufsätze über Ippolit Fjodorowitsch Bogdanowitsch, Alexander Sergejewitsch Puschkin, Anton Antonowitsch Delwig und andere russische Dichter. Er schrieb 1836 eine Biographie des Dichters und Wissenschaftlers Michail Wassiljewitsch Lomonossow und 1838 die des Fabeldichters Iwan Iwanowitsch Chemnitzer. Er gab 1839 die Komödie Verstand schafft Leiden von Alexander Sergejewitsch Gribojedow heraus zusammen mit dem Aufsatz Über das Leben und Werk A. S. Gribojedows mit seinen Erinnerungen an den Schriftsteller. Er hinterließ aufschlussreiche Erinnerungen an seinen Bruder: Aufzeichnungen über das Leben und Werk N. A. Polewois, die 1888 in St. Petersburg erschienen.
Polewoi heiratete Elisabeth von Metz (* 1810 in Smolensk, † 1878 Tichmeniew bei Wjasma), die ältere Schwester der Amélie von Metz, der Mutter Emanuel Kaysers und Heinrich Kaysers. Aus der Ehe gingen sechs Kinder hervor.